# منگالویو
منگالویو پدرو فیگیرو (پرتغالی: Mengálvio Pedro Figueiró؛ زادهٔ ۱۷ اکتبر ۱۹۳۹) بازیکن فوتبال اهل برزیل بود.
از باشگاه‌هایی که در آن بازی کرده‌است می‌توان به باشگاه فوتبال میلوناریوس، باشگاه فوتبال سانتوس، و باشگاه فوتبال گرمیو اشاره کرد.
وی همچنین در تیم ملی فوتبال برزیل بازی کرده‌است.